# 月潟駅
月潟駅（つきがたえき）は、かつて新潟県西蒲原郡月潟村大字月潟（現新潟市南区月潟）にあった新潟交通電車線の駅。
1999年（平成11年）4月の同線廃線後、駅周辺の廃線敷約2.2kmの区間は遊歩道等を有する旧月潟駅周辺公園（きゅうつきがたえきしゅうへんこうえん）として整備され、かつての構内には同線で使用されていた車両3両が静態保存されている。

## 概要・歴史
1933年（昭和8年）、新潟電鉄線（当時）の白根駅から燕駅までの間が開業したのに伴い、月潟村には当駅が開設された。電鉄線の開通以降、この当駅を中心に小規模ながら市街地が形成されていった。
しかし1960年代後半以降、新潟交通電車線は慢性的な赤字運営に転落。1993年（平成5年）、特に不採算であった燕側の区間が廃止され、これに伴い当駅は電車線の終点駅となった。存続区間が当駅以北とされたのは、当時は周辺道路の整備が不充分で、路線バスによる代替輸送が不可能と判断されたためである。だが、その後も運営状況が好転することはなく、さらには新潟交通グループ全体の経営状況が不安定になったことから、1999年（平成11年）4月4日の営業をもって残る東関屋駅 - 当駅間の全線が廃止され、バス部門による代替路線が設けられた（この間の歴史は新潟交通電車線を参照）。
だが廃止決定後、地元や鉄道ファンの有志らが「電車線の貴重な資料として遺したい」と車両・施設の保存を求めるなどした結果、モハ11・モワ51・キ116の3両が当駅構内で静態保存されることが決まった。3両は廃止当日の4月5日、東関屋駅から当駅までの間を自走で回送され、ホーム（旧1番線。当駅以南廃止後は棒線駅となっていた）に留置された。なお、この一連の保存活動には当時交通博物館の学芸員であった岸由一郎らも尽力している。
その後、この旧月潟駅舎周辺は月潟村によって公園として整備されることとなった。駅舎などはほぼ廃止当時のまま。ホーム側の線路にはATSの地上子もそのまま残されている。旧2番線は棒線駅となってから線路が撤去されたが、2003年（平成15年）、旧2番線に面する中ノ口川の河川管理道路拡幅に伴い旧ホームを一部撤去した上で、保存車両がある旧1番線側に移動して復元され、ベンチなどが設けられた。また、駅舎北東側の貨物ホーム跡は営業運転時から長らく整備されないままだったが、土止めなど補強を施された上で駐車場として整備された。廃線敷はこの駐車場の一部を横切る形で残されており、イベントではトロッコを走行させることがある。駐車場北側には公衆トイレ（車椅子でも利用可）が設けられている。
駅舎横には角兵衛地蔵尊が祀られている他、地蔵尊境内に新潟電鉄の設立者である奥山亀蔵の碑が建立されている。また2003年（平成15年）、地蔵尊裏手に「越後獅子の唄」の歌碑が建立された。碑には自動演奏用のスピーカーが設けられており、ボタンを押下すると美空ひばりの歌声が流れる（演奏時間は午前8時から午後5時まで）。
地蔵尊を除くこれらの公園施設は現在、新潟市南区建設課が管理しており、また鉄道施設については前述の有志により結成された「かぼちゃ電車保存会」が管理を行っている。降雪がある冬場にはブルーシートなどを使った冬囲いを行うなど万全の保存体制が執られており、保存状態は非常に良好。年に数回は車内・駅舎内を公開するイベントが行われている。
中ノ口川左岸の堤防上に面す、自然に親しみやすい立地条件で、且つ月潟地区の歴史を物語る展示物が数多く置かれていることなどから、2004年（平成16年）には「美しい日本の歩きたくなるみち500選」に選出された（選出コース名は「角兵衛獅子のふるさとから廃線跡のみち」）。
当駅跡と周辺は、Negiccoのシングル「ねぇバーディア」のディスクジャケットの写真や、NGT48の2018年5月度の「ロケ生写真」に使用され、月潟村を舞台の一つとしている内田康夫の小説「漂泊の楽人」のドラマ化の際には現役当時を含め2017年まで制作された4回すべてでロケ地となるなど、時折各種メディア等の撮影に使われている。

## 駅構造
下記は1999年廃線時の構造。
- 築堤上にある地上駅。午前中のみ駅業務を行う簡易委託駅であった。
- プラットホームは単式1面1線で、線路北西側の駅舎に面していた。
- 駅舎隣にはトイレなどが設けられていた。

## 駅周辺
周辺は月潟村（現南区月潟地区）の中心街。当駅は月潟商店街の北端に位置していた。
- 中ノ口川
- 月潟村民図書館（現新潟市立月潟図書館）
  - 駐車場内には月潟バス停が設けられており、電車線廃止後から運行されている新潟市中心部方面のバス等が発着する。
- 月潟村立月潟中学校（現新潟市立月潟中学校）
- 月潟村立月潟小学校（現新潟市立月潟小学校）
- 月潟村役場（現新潟市南区役所月潟出張所）
- 月潟郵便局
- 第四銀行 月潟支店

## 沿革
- 1933年（昭和8年）8月15日 - 新潟電鉄線・白根駅 - 燕駅間開業と同時に開業。当初は1面1線。
- 1942年（昭和17年）3月1日[2] - 2番線を新設、相対式2面2線の交換可能駅となる。
- 1943年（昭和18年）12月31日 - 新潟交通の発足により同社の駅となる。
- 1958年（昭和33年）12月 - 貨物営業が廃止される[2]。
- 1970年（昭和45年）9月1日 - 請負化される[2]。
- 1993年（平成5年）8月1日 - 電車線・当駅 - 燕駅間廃止[1]。終着駅となり、再び1面1線となる。
- 1999年（平成11年）4月4日 - 同日の営業運行終了で電車線は全廃。翌4月5日、東関屋駅から保存車両3両が自走により当駅構内へ回送され、その後は月潟村によって公園として整備されることが決まった[3]。
- 2003年（平成15年）6月 - 「越後獅子の唄」歌碑が建立される。

## 隣の駅
新潟交通
電車線
曲駅 - 月潟駅 - 六分駅

## 交通アクセス
旧月潟駅舎周辺公園への主な交通手段は下記の通り。
- 新潟駅万代口バスターミナル0・1番線から新潟交通BRT・萬代橋ライン 青山/青山一丁目/西部営業所/寺尾線直通　内野・新潟大学・信楽園病院/大堀線直通　内野・信楽園病院　行で「青山」下車後、同バス停6番線から新潟交通観光バス「W80 寺地・ふるさと村・大野経由　味方・月潟」行で終点「月潟」（月潟図書館駐車場内）下車後徒歩約3分
味方線は、平日朝に運行される新潟駅前行きの1便以外は全便が青山発着となっており[4][5][6]、新潟市中央区中心部からバス利用の場合は乗り換えが必要となる。
- 新潟市南区区バス（レインボーバス）「住民バス 西部コース」で「月潟」（月潟図書館駐車場内）下車後徒歩約3分
- 燕駅から新潟交通観光バス「六分・月潟経由 白根」行で「月潟中（つきがたなか）」（市道沿い）下車後徒歩約5分
月潟・六分線は平日2往復運行。土曜・休日は全便運休。
- 燕三条駅三条口からタクシーで約15分
- 北陸自動車道・三条燕インターチェンジから車で約15分

イベントを開催する際には園内の駐車を制限することがあり、また公園周辺は道幅が狭隘な商店街であるため、駐車スペースが限定される。このためイベント時にはバスなどの公共交通か、自家用車の場合は月潟図書館駐車場（公園より徒歩約3分）の利用を推奨している。